# Christopher Wood (Maler)

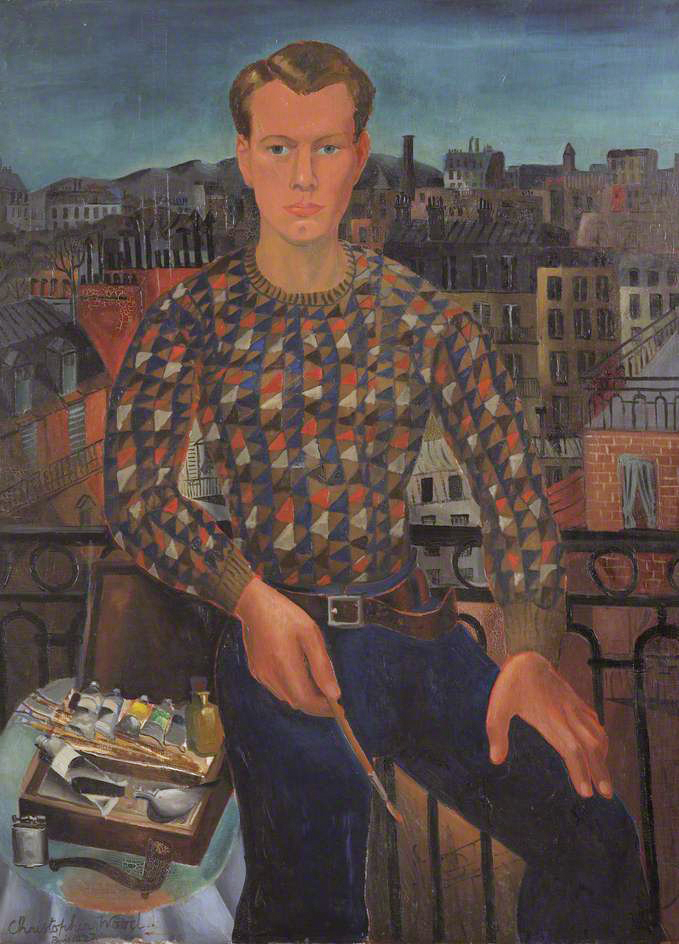
Selbstporträt, 1927

John Christopher Wood (* 7. April 1901 in Knowley, Lancashire; † 21. August 1930 in Salisbury), auch genannt Kit Wood, war ein englischer Maler. Er war Mitglied der Londoner Seven and Five Society um den Maler Ben Nicholson.

## Leben

### Kindheit und Jugend
Christopher Wood wurde in Liverpool als Sohn eines Arztes geboren. Seine Mutter stammte aus einer Familie, die eine Reihe von Admirälen für die Navy gestellt hatte. Als Jugendlicher verletzte er sich beim Fußballspiel und zog sich eine Sepsis zu. Während der langen Genesungszeit ermunterte ihn seine Mutter, zu zeichnen und Aquarelle zu malen. Er besuchte ab 1914 das Marlborough College und ab 1918 das Malvern College.
Nach der Schulzeit studierte er 1919/1920 Architektur an der Universität Liverpool.

### In Paris
1920 gab er sein Studium auf und ging nach London, wo er den französischen Kunstsammler Alphonse Kahn kennen lernte. Kahn, der in Paris eine luxuriöse Wohnung an der Avenue du Bois de Boulogne bewohnte, lud ihn nach Paris ein, wo Wood ab 1921 Zeichnen an der Académie Julian studierte. Kahn vermittelte ihm in Paris Atelierräume und führte ihn in eine gemischte Gesellschaft reicher, hedonistischer und ziemlich zügelloser Müßiggänger ein. Durch ihn erhielt Wood schnell Zugang zu französischen Künstlerkreisen. Er lernte den chilenischen Diplomaten Antonio de Gandarillas (1839–1913) kennen, der sein erster Mäzen wurde. Gandarillas war Cambridge-Absolvent, ein Spieler, Trinker und Gourmet. Über ihn kam Wood zum Opium. Gandarillas machte ihn u. a. mit Picasso, Jean Cocteau, mit dem er zeitweise im selben Atelier arbeitete, und mit Georges Auric bekannt. In Begleitung von Gandarillas kehrte er nach London zurück. Dort lernte er Ivor Novello und den Maler Álvaro Guevara (1995–1951) kennen.

### Reisen in Europa
Eine erste Reise auf den Kontinent unternahm er im Sommer 1921 in Gesellschaft eines englischen Paares. Sie führte ihn nach Florenz und Riva, wo er den russischen Maler Michael Sévier (* 1886) kennenlernte. Sévier gab ihm erste Unterrichtsstunden in Ölmalerei.
Im Sommer 1922 reiste er zusammen mit Ganderillas nach Tunesien, Taormina, Athen und Konstantinopel, wo sie unversehens in die Kampfhandlungen zwischen griechischen und türkischen Truppen gerieten. Danach traten sie über Venedig, Nürnberg und Karlsbad, wo sich beide wegen ihrer Malariaerkrankung behandeln ließen, die Rückreise nach Paris an, wo ihm Ganderillas eine Wohnung in der Rue Balzac besorgte. Ab diesem Zeitpunkt studierte Woods Malerei an der Académie de la Grande Chaumière.

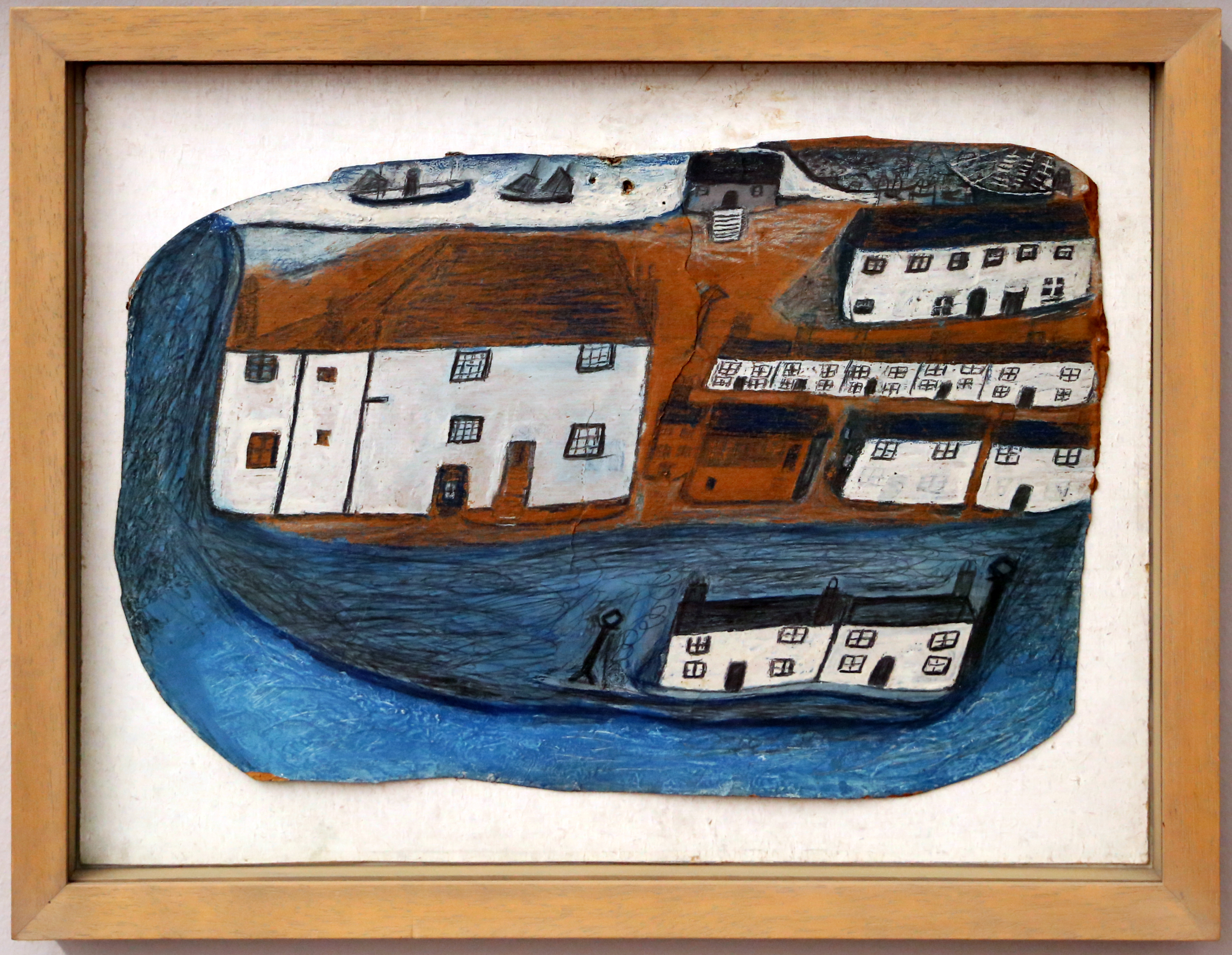
Alfred Wallis: St Ives, um 1928

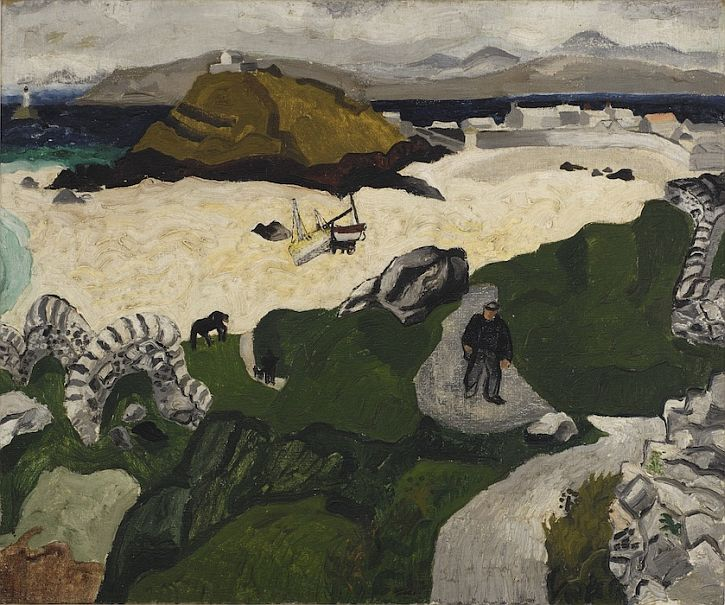
Christopher Wood: Porthmeor beach, bei St Ives, 1928

Der russische Balletimprosario Diaghilew, für den u. a. Henri Matisse, Georges Braque, Picasso, Fernand Léger oder Jean Cocteau Figurinen und Bühnenbilder entwarfen, zeigte Interesse an einer Zusammenarbeit mit Wood. 1926 entwarf Wood Bühnenbilder für Diaghilews Inszenierung des Balletts Romeo und Julia von Constant Lambert, die aber schließlich von Diaghilew verworfen wurden. Im selben Jahr kehrte er nach London zurück, wurde Mitglied der London Group, die Ausstellungen zeitgenössischer britischer Maler organisierte. Von 1926 bis 1930 war er Mitglied der Seven and Five Society um das Künstlerpaar Ben und Winifred Nicholson. 1927 hatte er eine erste gemeinsame Ausstellung mit den Nicholsons in der Londoner Beaux Arts Gallery, eine der meist renommierten Galerien für Kunst der Avantgarde bis in die 1960er Jahre. Im selben Jahr stellte ihn Nicholson dem Kunstsammler Jim Ede (1895–1990) vor, der in seinem Haus in Cambridge eine umfangreiche Sammlung der St. Ives-Künstler anlegte. Seine Sammlung, darunter 25 Gemälde und Zeichnungen von Wood, stiftete Ede später der Kettle’s Yard Gallery der Universität Cambridge.
Im Sommer 1928 hatte er eine heftige Affäre mit Meraud Guinness, Malerin und Mitglied der Guinness-Familie, die ihm mehrfach Modell saß. Das Paar wollte heiraten, eine sogenannte „Entführung“ scheiterte, und die Beziehung ging in die Brüche. 1929 heiratete Meraud den Maler Álvaro Guevara.
Im Herbst 1928 reiste er mit den Nicholsons nach Cumberland und Cornwall. In St Ives lernten sie den Maler Alfred Wallis kennen, und Woods lebte für einige Monate in dessen Nähe. Wallis’ „primitiv-naive“ Malweise beeinflusste Christopher Woods eigenen Stil und wurde maßgeblich für Woods künstlerische Entwicklung. Im selben Jahr hatte er in Paris die russische Emigrantin Frosca Muster kennengelernt. Zwischen Wood und Frosca, die verheiratet war, entspann sich eine Liebesbeziehung, begleitet von einem intensiven Briefwechsel, die bis zu Woods Tod andauerte.
1929 hatte er eine Einzelausstellung in der Tooth’s Gallery, wo er die Galeristin Lucy Wertheim traf, die von da an zu seiner beständigsten Förderin wurde.
Für Ende 1930 plante die Wertheim Gallery eine weitere Einzelausstellung. Um diese Zeit entstanden seine letzten Bilder, darunter „Zebra and Parachute“ und „Tiger and Arc de Triomphe“, die sich in ihrer Nähe zum Surrealismus deutlich von seinem bisherigen malerischen Werk unterscheiden und auf einen Wendepunkt in seiner Entwicklung hindeuten könnten.
Möglicherweise als Folge eines Verfolgungswahns, verursacht durch jahrelangen Opium- und Drogenmissbrauch, warf er sich auf der Rückreise nach Frankreich am 21. August 1930 auf dem Bahnhof von Salisbury vor einen Zug.
Christopher Wood wurde auf dem All Saints Churchyard in Salisbury bestattet. Das Grabmal schuf der englische Bildhauer Eric Gill.

## Werk
In Anbetracht seiner kurzen Lebenszeit hat Wood ein umfangreiches Werk hinterlassen. Bei der Londoner Retrospektive 1938 zeigte die Burlington Gallery rund 500 Gemälde und 400 Aquarelle und Zeichnungen.

## Christopher Wood auf dem Kunstmarkt

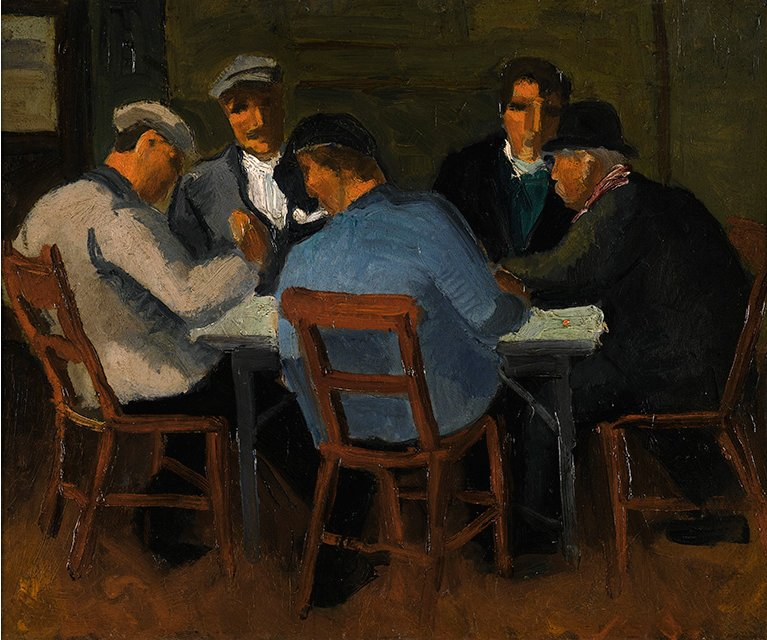
The Card Players, 1922

Gemälde von Christopher Wood erreichen seit der Jahrtausendwende auf Auktionen Preise im fünf- bis sechsstelligen Bereich (Englische Pfund).
2009 wurde das Bild „The Card Players“ (1922) bei Sotheby’s für £121.250 verkauft bei einem Schätzpreis von £50.000.
Der Rekordpreis für ein Gemälde Christopher Woods lag bis Anfang 2017 bei £340.000 für das Bild „Treboul Harbour“, erzielt im Juni 2003 bei Sotheby’s
2020 erreichte das Gemälde Tréboul (1930) bei Sotheby’s  £399.000 bei einem Schätzpreis von 200.000–300.000 £, 2022 erziele Drying sales, Mousehole den bisherigen Rekordpreis (Stand 2022) von  £479.000 für eine Christopher Wood-Gemälde.
Seine Zeichnungen und Aquarelle werden im Bereich von £1.000–8.000 gehandelt (Stand 2019). „Reclining Figures“, eine Federzeichnung auf Papier, spielte 2018 £12.500 ein.
Den bisherigen Höchstpreis auf einer Versteigerung für eine Zeichnung Christopher Woods erreichte 2016 „Study of a Reclining Female Nude“ (1928) aus der Sammlung David Bowie und liegt bei £27.500, bei einem Schätzpreis von £ 1.200/1.800.

## Ausstellungen
- 1919: Solo Exhibition Tooth’s Gallery[18]
- 1931: Wertheim Gallery[19]
- 1932: Lefevre Galleries[18]
- 1938: Eric Newton, Christopher Wood. Exhibition of complete work. Redfern Gallery, London[18]
- 1938: Complete Works. New Burlington Galleries, London[20]
- 1938: Christopher Wood memorial exhibition, Liverpool
- 1969: Christopher Wood 1901–1930. An Exhibition of Drawings. Maltzahn Gallery, London (Katalog)[18]
- 1990:   1928–1930. Kettle’s Yard, Fitzwilliam Museum, Cambridge 1990 (Katalog).[21]
- 1996: Christopher Wood. A Painter between Two Cornwalls. Tate Gallery Saint Ives, Cornwall; Musée des Beaux Arts, Quimper.
- 2004: Christopher Wood. Between Poetry and Art. Graves Art Gallery Sheffield[22]
- 2016: Christopher Wood: Sophisticated Primitive. Pallant House Gallery, Chichester, West-Sussex (Katalog)[23]
- 2017: Sea to Shore. Paintings by Alfred Wallis and Christopher Wood. Kettle’s Yard, Fitzwilliam Museum, Cambridge[24]

Bilder von Christopher Wood befinden sich u. a. in den Sammlungen der National Gallery of Art in Washington D.C., der Art Gallery of New South Wales in Sydney, den National Galleries of Scotland in Edinburgh und in der Tate Gallery in London und wurden 1936 im Britischen Pavillon auf der Biennale von Venedig gezeigt.
Er war außerdem an einigen Gruppenausstellungen beteiligt, u. a. in der National Gallery (1940), der Royal Scottish Academy (1956), der Hayward Gallery in London (1980) und dem Hyogo Prefectural Museum of Art in Kobe, Japan (1989).

## Archive
Briefe, Dokumente, Fotografien und Skizzenbücher von Christopher Wood befinden sich in den Archiven der Tate Gallery und der Cambridge University: Kettle’s Yard Museum and Art Gallery.

## Briefe
- Christopher Wood: Dear Winifred. Letters to Winifred and Ben Nicholson. 1926–1930. Samson, Bristol 2013.